# WASP-103
WASP-103 — одиночная звезда в созвездии Геркулеса на расстоянии (вычисленном из значения параллакса) приблизительно 1779 световых лет (около 545 парсек) от Солнца. Видимая звёздная величина звезды — +12,1m. Возраст звезды определён как около 4 млрд лет.
Вокруг звезды обращается, как минимум, одна планета.

## Характеристики
WASP-103 — жёлто-белая звезда спектрального класса F8V. Масса — около 1,22 солнечной, радиус — около 2,69 солнечного, светимость — около 7,611 солнечной. Эффективная температура — около 5903 K.
WASP-103 впервые упоминается в каталоге 2MASS под наименованием 2MASS J16371556+0711000.

## Планетная система
В 2014 году группой астрономов, работающих в рамках программы SuperWASP, было объявлено об открытии планеты WASP-103 b. Это горячий газовый гигант, по размерам превосходящий Юпитер в полтора раза. Его масса составляет 1,49 массы Юпитера, а период обращения вокруг материнской звезды равен 22,2 часа. По оценкам астрономов, планета находится на грани разрушения из-за приливных сил звезды. Открытие планеты было совершено транзитным методом.